# اچ‌ام‌اس اسکیت (۱۹۱۷)
اچ‌ام‌اس اسکیت (۱۹۱۷) (به انگلیسی: HMS Skate (1917)) یک کشتی بود که طول آن ۲۶۵ فوت (۸۱ متر) بود. این کشتی در سال ۱۹۱۷ ساخته شد.